# Katarzyna Michalak (dziennikarka)
Katarzyna Michalak (ur. 8 listopada 1972 w Łodzi) – polska dziennikarka, reportażystka Radia Lublin. Uprawia głównie feature – czyli reportaż artystyczny – gatunek z pogranicza dziennikarstwa i literatury, muzyki i filmu. W latach 2011–2015 była polskim przedstawicielem w Komisji do spraw Dokumentu Radiowego (Euroradio Features Group) przy Europejskiej Unii Nadawców.

## Życiorys
W 1996 ukończyła polonistykę na Uniwersytecie Łódzkim. Po studiach pracowała w szkole jako nauczycielka języka polskiego. Jednocześnie w 1997 rozpoczęła współpracę z Łódzką Rozgłośnią Polskiego Radia – Radiem Łódź SA. W 1999 przeniosła się do Lublina i rozpoczęła współpracę z Radiem Lublin SA. Początkowo przygotowywała materiały dla Redakcji Publicystyki Kulturalnej, następnie dla Redakcji Reportażu. Pracownikiem tej drugiej została w 2001.
W 2003 ukończyła międzynarodową szkołę mistrzostwa radiowego przy Europejskiej Unii Nadawców – EBU Master School on Radio Documentary.
W 2011 objęła funkcję Kierownika Redakcji Reportażu Radia Lublin. W latach 2012–2014 prowadziła comiesięczne spotkania słuchaczy z reportażem „Na własne uszy” w klubie Czarny Tulipan na Starym Mieście w Lublinie. Była głównym koordynatorem organizacji 41. Międzynarodowej Konferencji Reportażystów (The International Feature Conference), która odbywała się w Lublinie w dniach 17–21 maja 2015.
Jej reportaże emitowane były w rozgłośniach niemieckich (ARD) i Radiu Czeskim. Za swój najważniejszy reportaż uważa opowieść o samotnym ojcostwie Zenona Oleniaka ze wsi Gruszka Zaporska przedstawioną w reportażu „Dzień taty” (2008). Próbowała sił jako wokalistka – po studiach śpiewała w łódzkim rockowym zespole Masa.

## Wyróżnienia i nagrody (wybór)
- 2002 „Mijając Ewę” – Nagroda Stypendialna im. Jacka Stwory[1][2];
- 2003 „Tomek w podróży” – I miejsce w Świętokrzyskim Konkursie Reporterskim  „Co mi w duszy gra?” organizowanym przez Radio Kielce SA (wrzesień 2003);
- 2004 „Eden za wąską rzeką” – I Nagroda w Konkursie „Nowe granice Unii Europejskiej” organizowanym przez Fundację im. Stefana Batorego i Helsińską Fundację Praw Człowieka (październik 2004)[3][4][1][2] (praca powstała w ramach stypendium im. Jacka Stwory);
- 2005 reportaż „Chłopcy z Wygnanki” (współautor: Monika Hemperek) – Prix Europa, Berlin, 2005[1][2]
- 2006 
  - „Niebieski płaszczyk” – Prix Italia[1][2] w kategorii „Dokument” (Documentary, for Overall Quality), Wenecja (wrzesień 2006)
  - „Niebieski płaszczyk” – Grand Prix Krajowej Rady Radiofonii i Telewizji
  - „Niebieski płaszczyk” – Nagroda im. Stefana Żeromskiego – Konkurs Stowarzyszenia Dziennikarzy Polskich
  - „Zobaczyć wszystko, dojść wszędzie...” – Nagroda im. Witolda Zadrowskiego za reportaż artystyczny  w kategorii Premiera Roku w konkursie „Melchiory” za rok 2005 „za perfekcyjną formę radiową i doskonałą kompozycję dramaturgiczną pięknej, wzruszającej opowieści o miłości” (marzec 2006)[1][2][5][6]
  - „Zobaczyć wszystko, dojść wszędzie” – II miejsce w Ogólnopolskim Konkursie „Wspólna Europa” organizowanym przez Radio Zachód SA
- 2007
  - „Studnia” – nagroda główna[7] w kategorii radiowej czyli Nagroda Prezesa Radia Łódź SA podczas XVII Festiwalu Mediów „Człowiek w Zagrożeniu”, Łódź, listopad 2007[8]
  - tytuł Radiowego Reportażysty Roku w konkursie „Melchiory” za rok 2006 „za wrażliwość, takt i profesjonalizm w ukazywaniu zawiłości ludzkich losów” (maj 2007)[9][10][11]
- 2009
  - „Modlitwa zapomnianej” (współautor: Dorota Hałasa) – Prix Italia[1][2] w kategorii „Audycja o muzyce” (Work on Music), Turyn (wrzesień 2009)
  - „Modlitwa zapomnianej” (współautor: Dorota Hałasa) – Nagroda Specjalna Przewodniczącego KRRiT
  - „Burzany i ciernie” (współautor: Mariusz Kamiński) – Nagroda Główna w Konkursie „Wspólna Europa”
  - „Słodko – gorzko” – I Nagroda w Konkursie Rzecznika Praw Obywatelskich „Jak wyjść z biedy?”
- 2010 „Ciepłe wnętrza” – nagroda główna w konkursie radiowym czyli „Biała Kobra”[12] podczas XX Ogólnopolskiego Festiwalu Mediów „Człowiek w Zagrożeniu”, Łódź, listopad 2010[13][14]
- 2013
  - „Zawieszka z Sobiboru”  (współautor: Magdalena Grydniewska) – Grand Prix Prezesa Instytutu Pamięci Narodowej za Najlepszą Audycję Historyczną Roku
  - „Złoty chłopak” – Grand Prix Prezesa Polskiego Radia 2013 (listopad 2013)[15][16]
  - „Jedno proste zdanie” (współautor: Agnieszka Czyżewska-Jacquemet) – wyróżnienie honorowe w konkursie „Melchiory” za rok 2013 za „wzruszającą opowieść o sile miłości, której nawet śmierć nie jest w stanie przerwać” (maj 2013)[17][18][19]
- 2014
  - „Złoty chłopak” – Prix Marulić w kategorii „Dokument” (Documentary), Międzynarodowy Festiwal Słuchowisk i Audycji Dokumentalnych (chorw. Međunarodni festival igrane i dokumentarne radio drame), wyspa Hvar, Chorwacja (maj 2014)[20][21][22][23];
- 2015
  - Złoty Mikrofon 2015 „za mistrzowskie łączenie formy i treści, przekładanie swoich fascynacji ludźmi na język radia i udowadnianie, że reportaż może być dziełem sztuki” (grudzień 2015)[24][25]
  - „Światło na stepie” – (ex aequo) Nagroda im. Janusza Kurtyki w konkursie „Nagrody Stowarzyszenia Dziennikarzy Polskich” (styczeń 2015)[26][27]
  - „Światło na stepie” – Srebrny Melchior w kategorii Premiera Roku za rok 2015 „za wstrząsającą opowieść o zesłaniu na Wschód, która jednak pozostawia słuchacza z nadzieją” (maj 2015)[28][29][30][27]
  - „Mierzeja” – Nagroda Prezydenta Olsztyna w organizowanym przez Radio Olsztyn XII Ogólnopolskim Konkursie na Reportaż Radiowy „Pogranicze” (luty 2015)[31][27].
- 2016
  - „Złoty Prus” – Nagroda im. Bolesława Prusa[32]